# Gasômetro (Viena)

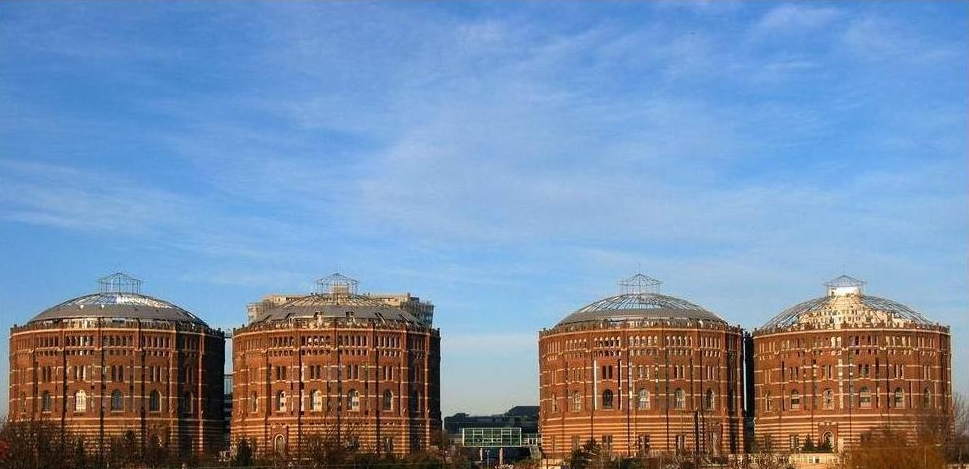
Os quatro tanques do Gasometro após as adaptações.

O Gasômetro (no original em alemão, Gasometer) é um ginásio multi-uso localizado na cidade de Viena, na Áustria, que suporta cerca de 4.000 pessoas.
O ginásio foi adaptado a partir de um grande Gasômetro que abastecia a cidade de 1949 até 1984, quando foi fechado, junto com os outros três grandes tanques no mesmo espaço. Após o fechamento, os quatro tanques foram reformados e reabertos em 2001, depois de terem sido adaptados para o ginásio e também sido divididos em vários apartamentos que são habitados hoje em dia por mais de 1.600 moradores regulares, assim como também contém uma república estudantil onde dormem cerca de 250 estudantes, além de ter vários outros compartimentos com utilizações diversas.